# Mirounga angustirostris
El elefante marino del norte o septentrional (Mirounga angustirostris) es una especie de mamífero pinnípedo de la familia de los fócidos y del género Mirounga (elefantes marinos).

## Distribución
Habitan el océano Pacífico oriental; migran al norte hasta Alaska, Columbia Británica y al sur hasta las costas de California y Baja California, donde paren, cuidan las crías y mudan, principalmente en las islas lejanas de la costa.

## Características
Presenta un marcado dimorfismo sexual. El nombre de elefante marino deriva del gran tamaño de la probóscide del macho adulto, usada en realizar extraordinarios rugidos, especialmente durante la competición por el apareo. El gran dimorfismo sexual en tamaño, se expresa en los 5 m de longitud y 1800 kg de los machos, con las hembras de 3 m y 650 kg. El marcado dimorfismo sexual se corresponde con la acusada poligamia en el sistema de apareamiento, en que un macho exitoso puede preñar a 50 hembras en una estación.

## Dieta
El elefante marino del norte se alimenta principalmente de peces y cefalópodos, incluyendo calamares, pulpos, mixinos, quimeras y tiburones pequeños. Son depredadores nocturnos de hábito pelágico, conocidos por los grandes intervalos de tiempo que permanecen sumergidos. Esta especie es capaz de sumergirse hasta 800 m; sin embargo normalmente lo hace a menos de 200 metros.
A causa de la dieta, las concentraciones de mercurio en sangre y músculo de elefantes marinos adultos del norte cambian de manera importante durante el ciclo anual y en asociación a fases vitales relevantes, como la cría, los viajes para buscar alimento y los periodos de ayuno; por ejemplo, los cambios en la concentración de mercurio varían entre un 14% y más del 100% dependiendo de las fases del ciclo anual y con independencia de la exposición al Hg.